# Иван Сењуг Ујак
Иван Сењуг — Ујак (Слободница, код Сл. Брода, 1920 — Грубишно Поље, 24. август 1944) био је учесник Народноослободилачке борбе и народни херој Југославије.

## Биографија
Рођен је 1920. године у Слободници код Славонског Брода, у сиромашној сељачкој породици. Основну школу похађао је у Слободници, а у Славонском Броду гимназију, која је у то време била један од најзнатнијих центара делатности СКОЈ-а. Као ученик гимназије, Иван Сењуг био је активан у СКОЈ-у, а рад из гимназије је почео да се шири и на суседна села Сибињ, Ориовац, Бродски Ступник и остала. На њихову иницијативу покренут је лист „Борба младих“. Скојевци су деловали и у напредном ђачком литерарном друштву „Месић“ и у другим друштвеним организацијама.
Уочи рата и непосредно после окупације, Иван Сењуг и други чланови СКОЈ-а и Комунистичке партије Југославије проводили су активан политички рад, те скривали оружје и војничку опрему. Количина оружја коју су прикупили била је довољна да је бродска партијска организација, од јула 1941. до септембра 1942. године, могла да опскрбљује оружјем сваког борца који је пошао у партизане. Почетком устанка Сењуг је већ био у илегали, због чега су малтретирали његову мајку, која га и поред тога није издала. Деветог јула 1941. године, Сењуг је примљен у чланство Комунистичке партије Југославије.
Првих дана јула 1941. године, Сењуг се налазио у првој партизанској групи, формираној у шуми Церовац недалеко од Славонског Брода. Група је половином јула имала око 25 бораца. У даљем току Народноослободилачке борбе Сењуг је постао политички комесар чете у саставу Прве славонске бригаде, а стварањем Трећег батаљона исте бригаде и њен политички комесар. Као комесар, Сењуг је учествовао у свим већим борбама које је бригада водила у Славонији, попут борбе за Воћин, Подравску Слатину, Нашице, Велику Писаницу, Подгорач и остале. Од осталих борби, учествовао је у борбама бригаде по Хрватском загорју ради освајања Лепоглаве, те у борбама у Босни са 1943. на 1944. годину. Истакао се у борбама за Прњавор 19. јануара 1944., те против окупатора, усташа и четника у Босни на Мотајици.
После повратка у Славонију, Сењуг је постао политички комесар Шеснаесте омладинске бригаде „Јожа Влаховић“, затим политички комесар, а касније и командант Дванаесте славонске ударне бригаде.
У борби за Грубишно Поље, 20. августа 1944. године, Сењуг је у јуришу из непосредне близине био рањен у грло, али није напустио борбу док место није било освојено. После четири дана подлегао је ранама као мајор НОВ и ПО Југославије.
Указом Председништва Антифашистичког већа народног ослобођења Југославије (АВНОЈ), 19. јуна 1945. године, међу првим борцима Народноослободилачке војске, проглашен је за народног хероја.